# Kevin Daniels
Kevin Daniels est un acteur américain né le 9 décembre 1976 à San Diego en Californie aux États-Unis.

## Filmographie

### Au cinéma
- 2001 : Kate et Léopold : le portier
- 2003 : Hollywood Homicide : Cuz
- 2004 : Neurotica
- 2004 : Piège de feu : Don Miller
- 2005 : The Island : Censeur
- 2006 : Broken d'Alan White : Franklin
- 2007 : And Then Came Love : Paul
- 2008 : Mercenary : Cupidon
- 2010 : Page 36 : le commissaire-priseur
- 2012 : Vanished : Le chef
- 2017 : Bitch de Marianna Palka : officier Clark

### À la télévision
- 1998 : La Nuit des rois : Le Seigneur
- 1998 : Dingue de toi : L'Ouvrier (1 épisode)
- 1999 : Daria : Michael Jordan Mackenzie (4 épisodes)
- 2000 : Enquêtes à la une : Tyrell Jackson (1 épisode)
- 2000-2001 : New York, police judiciaire : Chris cody et le troisième reporter (2 épisodes)
- 2001 : New York 911 : Lieutenant 86 (1 épisode)
- 2002 : In-Laws : Carl (1 épisode)
- 2002 : Buffy contre les vampires : le videur (1 épisode)
- 2002 : JAG : Lieutenant Commandeur Suttles (1 épisode)
- 2003 : Frasier : Steve (1 épisode)
- 2003 : Baby Bob (en) : Le Portier (1 épisode)
- 2003 : Shérifs à Los Angeles : Détective Barrow (1 épisode)
- 2005 : Briar & Graves
- 2005 : Charmed : Rathbone (1 épisode)
- 2005 : Une femme noire (en) : Liege Moss
- 2006 : Out of Practice : Le Barman (1 épisode)
- 2006 : Smallville : Greg Flynn (1 épisode)
- 2007 : I'm with Stupid : Sheldon
- 2008 : 5 or Die : L'Homme de l'ombre
- 2008 : This Can't Be My Life : Jason Marshals (1 épisode)
- 2008 : Brothers and Sisters : Sam (1 épisode)
- 2010 : 100 Questions : Sam (1 épisode)
- 2010-2011 : Modern Family : Longines (3 épisodes)
- 2011 : Bandwagon : le directeur du casting (1 épisode)
- 2011 : Chuck : Ellyas Abshir (1 épisode)
- 2011 : Dr House : Ceaser (1 épisode)
- 2011 : Franklin and Bash : Officier Wiltern (1 épisode)
- 2011 : The Exes : Le Videur (1 épisode)
- 2019 : Why Women Kill : Lamar
- 2020 : AJ and the Queen : Darrell (1 épisode)
- 2020 : Council of Dads (en) : Peter Richards (2 épisodes)
- 2020 : New Amsterdam (série télévisée) : Marcus (1 épisode)
- 2020-2023 : Will Trent : Franklin

### Dans les jeux vidéo
- 2011 : NCIS : David Burch
- 2011 : Call of Juarez: The Cartel : Plusieurs personnages
- 2011 : Dead Island : Titus et voix additionnelles